# Central Hidroelèctrica de Sant Mori
La Central Hidroelèctrica de Sant Mori és una obra de Sant Mori (Alt Empordà) inclosa a l'Inventari del Patrimoni Arquitectònic de Catalunya. Situada al nord-oest del nucli urbà de la població de Sant Mori, a tocar el curs del riu Fluvià prop de la gorga Llombarda i del sot de Sant Mori, al paratge de les Quatre Carreteres.

## Descripció
Edifici aïllat format per dos conjunts arquitectònics disposats en paral·lel i situats al costat del curs del riu Fluvià. L'edifici principal, de planta rectangular, consta de tres cossos adossats amb les cobertes de teula d'un i dos vessants, distribuïts en planta baixa i pis. La façana principal, orientada al sud-est, presenta obertures rectangulars amb els emmarcaments arrebossats, tot i que les del cos situat al sud-oest compten amb guardapols superior bastit en maons. Adossat a ponent d'aquest hi ha un volum rectangular cobert per una terrassa al pis, delimitada amb una balustrada d'obra. Davant la façana principal de l'edifici destaca un banc de pedra decorat amb una petita testa humana situada al mig de l'espatllera. També hi ha diversos mecanismes relacionats amb l'activitat productiva de la central, que ajuden a gestionar el rec que l'alimenta. Contraposat a la façana de l'edifici principal hi ha el volum que alberga la maquinària que fa funcionar la central (turbina per pales). Està format per tres cossos adossats irregularment, amb les cobertes planes i de dos vessants, i organitzats en un sol nivell. Les obertures són rectangulars, amb els emmarcaments arrebossats. A l'interior es conserva bona part del sistema per pales que feia funcionar la turbina. La central compta també amb un rec propi provinent de la resclosa situada dins del curs del Fluvià, que alhora compta amb retorn al riu.
Ambdues construccions són bastides en maons i pedra, tot i que els paraments exteriors han estat arrebossats i pintats.

## Història
Central bastida a principis del segle xx. Compta amb turbina del sistema Francis, horitzontal, metàl·lica, per pales (impulsió, aspiració), i transmissió per volant a l'alternador de 160 Kw.